# Burgwal (buurt in Haarlem)
De Burgwal, voorheen ook bekend als de Spaarnwouderbuurt, is een buurt in de Noord-Hollandse stad Haarlem gelegen ten oosten van het Spaarne. Het is gelegen in de wijk Oude Stad. Ter onderscheiding van de gelijknamige gracht, Burgwal wordt de buurt ook wel de Burgwalbuurt genoemd.
De buurt wordt in het oosten begrensd door de Lange Herenvest en in het noorden door de Gedempte Oostersingelgracht en Papentorenvest.

## Geschiedenis
De Burgwal werd vanaf 1350 aangelegd in twee fasen. De eerste fase betrof het gedeelte tussen de gracht Burgwal en de rivier het Spaarne, waarlangs veel bierbrouwers waren gevestigd. In 1426 volgde de tweede fase tussen Burgwal en Lange Herenvest. In dit deel waren vooral scheepsbouwers en houtbedrijven actief.
Dwars door de buurt loopt de gracht Burgwal, die dienst deed als vestingwerk van Haarlem. Een van de bekendste straten in deze buurt is de Spaarnwouderstraat. Deze straat was van oudsher bewoond door inwoners die actief waren in de scheepsbouw. Met de aanleg van de trekvaart richting Amsterdam omstreeks 1630 veranderde dit en kwamen er meer activiteiten gericht op de passanten die deze straat gebruikten. De straat veranderde destijds in een van de drukste straten van de stad.

## Litratuur
- Ben SPEET, De Burgwalbuurt tussen Poort en Bruggen, uitg. De Vrieseborch, 1988